# 합의된 실재
합의된 실재(Consensus reality)란, 다수가 합의한 견해에 따라 실재한다고 합의한 대상을 의미한다.
인간이 지식이나 존재론의 본질을 완전히 이해하지 못하거나 동의하지 못한다는 생각에 "합의하자는 호소"가 나타나며, 개인의 각 주관별로 서로 다른 점이 매우 많기 때문에 어떤 것이 진짜인지 불확실한 경우가 많다. 하지만 인간은 다른 사람들과 함께 "무엇이 진짜인지에 대해" 어떤 형태로든 합의를 도출할 수 있다. 이런 합의는 특정 종류의 유효한 현실과 근접해 보이거나 단순히 인식한 다른 대안에 비하여 더 '실용적'이라는 가정을 바탕으로 실용적인 합의선이 될 수 있다. 따라서 합의된 실재란 세계, 혹은 문화, 혹은 집단에 속한 사람들이 일반적으로 그들이 믿는대로의 공통의 경험에 따라 현실이라고 믿거나 현실로 취급하는 합의된 현실적 개념을 뜻한다. 이 합의된 실재에 동의하지 않는 사람은 때때로 "딴 별세상에 살고 있다"라고 불리기도 한다.
역사를 통틀어 각자 모두가 동일한 현실을 동의하지 않아 합의가 되지 않는 사회의 영향에 대한 사회적 질문으로 이어지기도 했다.
어린이는 때때로 "합의된 실재에 미숙하다"고 여겨지나 나이가 들면서 점차 사회의 합의된 실재에 가까운 관점을 형성할 것이라는 기대를 가지며 미숙하다고 말하기도 한다.

## 같이 보기
- 순수 사실
- 상식
- 일반적인 오해 목록
- 사실합의론
- 초현실
- 상호주관성
- 지도-영토 관계
- 실용주의
- 빨간 약과 파란 약
- 모의실험 가설
- 사회 구성주의
- 팅커벨 효과
- 트루시니스